# История Петра I
«Исто́рия Петра I» — незавершённый исторический труд, написанный в январе — декабре 1835 года подготовительный текст А. С. Пушкина, в котором представлена хронология событий времени правления Петра Великого. Пушкин планировал на её основании написать «Историю Петра I» и надеялся окончить работу над ней в течение шести месяцев, или максимум — года. Однако замысел его остался неосуществлённым. После смерти Пушкина «История Петра I» была в 1837 году запрещена царём Николаем I, затем её рукопись была утеряна и найдена в 1917 году. Начало рукописи и некоторые её отрывки публиковались критиком П. В. Анненковым в 1855—1857 и 1880 годах. Отрывок, составлявший бо́льшую часть текста, увидел свет в 1938 году и будучи включён в большое академическое издание сочинений Пушкина. Полностью текст был опубликован в 1950 году в «Вестнике Академии наук СССР».

## Предыстория
Мысль о написании «Истории Петра I» у Пушкина возникла во второй половине 1820-х годов. В дневниковой записи от сентября 1827 года А. Н. Вульф приводит его слова по поводу того, что он напишет историю Петра I. Через год им была написана поэма «Полтава», в которой поэт обратился к образу Петра I.
В июле 1831 года Пушкин обратился к Николаю I с просьбой о разрешении заняться историческими исследованиями в государственных архивах и библиотеках с целью написать историю Петра I Великого и его наследников до Петра III. Из письма Пушкина П. В. Нащокину от 21 июля 1831 года известно, что разрешение царя было получено, и что следующей зимой Пушкин планировал начать работу в архивах. На следующий день Пушкин писал П. А. Плетнёву то, что император открыл ему архивы для того, чтобы он там рылся. 23 июля в канцелярии III Отделения было объявлено о том, что Пушкин зачислен в Коллегию иностранных дел, в котором хранились материалы о Петре I. 20 августа 1831 года О. М. Сомов в письме из Петербурга сообщил М. А. Максимовичу то, что Пушкин является историографом Петра I, причислен к Коллегии иностранных дел и допущен к архивам. Там же он упомянул П. П. Свиньина — оппонента Пушкина, двенадцать лет работавшего над историей Петра Великого. 16 сентября А. И. Тургенев писал В. А. Жуковскому то, что Пушкину нужен журнал шотландца П. Гордона, служившего при Петре I. В письме А. Я. Булгаков от 19 сентября писал брату то, что если это правда, пусть он займёт место Н. М. Карамзина и высказал мнение по поводу того, чтобы делал полезное дело, а не писал стихи. В декабре 1831 поэт Н. М. Языков писал своему брату: «Пушкин только и говорит, что о Петре… Он много, дескать, собрал и ещё соберёт новых сведений для своей истории, открыл, сообразил, осветил и прочее…». 21 декабря М. П. Погодин в письме к С. П. Шевырёву, жившему тогда в Риме, говорил о том, что Пушкин не в настроении из-за того, что проект о написании «Истории Петра I», вероятно, не утверждён. 24 декабря Пушкин уехал из Москвы.
С начала 1832 года Пушкин сочетал работу с печатными источниками и изучение архивных документов. Министр Государственного архива К. В. Нессельроде впоследствии сказал А. Х. Бенкендорфу о том, что ему была отведена специальная комната, где бы он занимался чтением и выписыванием событий до царствования Петра I. 12 января он просил Николая I открыть Пушкину доступ к секретным бумагам его правления. По распоряжению царя, подобные исторические документы должны были выдаваться Пушкину под контролем Д. Н. Блудовым, ведавшего секретными архивными делами. Источники относились к скрываемым тогда политическим событиям истории петровского и послепетровского времени. В марте через Бенкендорфа Пушкин обратился к императору с просьбой о разрешении рассмотреть купленную Екатериной II библиотеку Вольтера, находящуюся в Эрмитаже. В её составе находились редкие книги и рукописи, которые доставались ему в период работы над «Историей России в царствование Петра Великого». Несмотря на то, что доступ в библиотеку Вольтера в царствование Николая I был строго запрещён, для Пушкина было сделано исключение. После этого он получил возможность ознакомиться с собранными Вольтером историческими материалами, составляющими 5 рукописных томов (сохранились до нашего времени). 8 декабря 1832 года П. А. Плетнёв в письме к В. А. Жуковскому сообщил о том, что Пушкин ищет материалы по «Истории Петра I». Также он писал то, что он, видимо, на их основе задумал написать ещё и роман.

## История создания
Свою работу над «Историей Петра I» А. С. Пушкин начал в конце 1834 года, продолжая вместе с тем «Историю Пугачёва» и «Капитанскую дочку». В феврале 1833 года во время бала состоялся разговор Николая I с ним по поводу его труда, во время которого Пушкин просил разрешения привлечь к работе историка М. П. Погодина, так как работа будет не скоро окончена. Прежде чем взяться за свой труд, автор осенью 1833 года встретился с В. И. Далем. По воспоминаниям последнего, Пушкин говорил о том, что надо освоиться с историей и постоянно ею заниматься. В начале апреля 1834 года из Петербурга Пушкин отвечал Погодину о том, что к написанию текста приступает со страхом и трепетом, как он к исторической кафедре. В мае поэт писал жене, что продолжает заниматься Петром I, приводит документы и материалы в порядок (они не сохранились). 11 июня поэт сообщил ей о готовности напечатать первый том к зиме. Впоследствии он был вынужден отказаться от первоначальной идеи публикации каждого тома по мере готовности. Пушкин решил сначала создать подготовительный текст, целиком охватывающий события от рождения до смерти Петра.
Изначальный текст был написан в период с января по декабрь 1835 года, в его основу было положено изучение многотомного свода исторических материалов И. И. Голиковым под названием «Деяния Петра Великого», изданного в конце XVIII века. Они были собраны из достоверных, неопубликованных и запретных источников и расположены в хронологическом порядке. 23 февраля в Петербург приехал М. П. Погодин, и после разговора с Пушкиным он 11 марта писал в Москву редакции журнала «Московский наблюдатель» о том, что Пушкин занимается в источниках «Историей Петра I». Осенью 1835 года в заочном состязании за написание «Истории Петра I» принимает участие Н. А. Полевой. В своём письме он сообщал, что ничего не знает о работе Пушкина над «Историей Петра I». 26 октября в Москву прибыл Николай I вместе с А. Х. Бенкендорфом. 15 декабря 1835 года подготовительный текст «Истории Петра I» был закончен. До этого 6 декабря О. С. Павлищева писала мужу о том, что Пушкин собирается ехать в Москву на два или больше месяцев. В мае 1836 года он приехал туда с целью продолжать работу в архивах в течение следующих шести месяцев. П. Я. Чаадаев 25 мая писал А. И. Тургеневу о том, что Пушкин очень занят Петром Великим. В конце декабря поэт сообщил, что эта работа отнимает у него много времени. Изучать материалы о деятельности Петра I он продолжал до своей смерти.
В разговоре с переводчиком дневника П. Гордона и чиновником Д. Е. Кёлером Пушкин признался, что планирует написать «Историю Петра I» за полгода или год, а потом исправлять по документам. Работа над «Историей Петра I» была в последние годы жизни поэта, по свидетельству современников, важнейшим трудом. Сохранились воспоминания Погодина, знавшего о ней от самого Пушкина: «В последние годы… Пётр Великий занимал всё его внимание. С усердием перечитал он все документы, относящиеся к жизни великого нашего преобразователя, все сочинения о нём писанные». В своём дневнике от 21 января 1837 года А. В. Никитенко писал о встрече Пушкина с П. А. Плетнёвым за неделю до смерти. Пушкин говорил Плетнёву, что «История Петра I» пока не будет издана, потому что цензура не позволит. По свидетельству А. Н. Вульфа, Пушкин полагал, что за дуэль будет наказан новою ссылкой в Михайловское, где на свободе сможет работать над историей Петра. Перед самой дуэлью — 25 и 26 января, А. И. Тургенев разбирал вместе с ним  европейские архивные документы и донесения французских послов при дворе императора и его преемников. 29 января 1837 года автор «Истории Петра I» скончался.
А. С. Пушкин черпал сведения для своей «Истории Петра I» из сочинения сербского автора З. С. Орфелина «Житие и славные дела государя императора Петра Великого». Не зная имени автора, Пушкин называл его просто «венецианским историком».

## Критика
После смерти Пушкина В. А. Жуковский предпринял попытку опубликовать его труд. Николай I, после ознакомления с рукописью, запретил публикацию. Причиной этому послужило то, что в своём труде Пушкин, с большой для того времени смелостью, позволил себе осветить не только положительные, но и отрицательные стороны личности Петра I. Великий князь Михаил Павлович, младший брат царя, утверждал в декабре 1836 года, что Пушкин недооценивает фигуру Петра, что его точка зрения ложна и что он рассматривает его как сильного человека, чем как творческого гения. Друзья поэта, стремясь, чтобы его труд увидел свет, решили убрать из него всё, что могло быть признано царём негодным для печати. Подлинная рукопись Пушкина, составившая после сшивки её листов тридцать одну тетрадь, была переписана.
Копия в 6 рукописных томах была передана отставному цензору К. С. Сербиновичу, который обладал некоторой исторической подготовкой и разбирал в Государственном архиве дела петровского времени. Он не ограничился изъятием из пушкинской рукописи отдельных выражений, резко характеризующих Петра I. Существует версия, будто он исказил или исключил строки, в которые вошла историческая концепция Пушкина, не принимаемая самодержавием. Отмеченные им места были переписаны в свободный реестр и против каждой выписки были помечены замечания об исключении выбракованных цензурой строк. В последнем случае Сербинович предлагал новую редакцию, которая придавала более приемлемый вид историческим суждениям Пушкина о Петре I.

## Публикация
После рассмотрения рукописи в 1840 году официальной цензурой, которая произвела ещё некоторые поправки, она была разрешена к печати. Тем не менее издателя для чернового варианта не нашлось, и опека, учреждённая над детьми и имуществом Пушкина, вернула рукопись Н. Н. Пушкиной. Критик В. Г. Белинский писал, что в рукописи остаются ещё материалы к истории Петра Великого, и неизвестно, когда русская публика дождётся его. В 1855—1857 годах П. В. Анненков опубликовал в собрании сочинений Пушкина начало его исторического труда под названием «Материалы для первой главы истории Петра Великого», от рождения Петра до момента начала его единоличного царствования. В Материалах для биографии Пушкина Анненков напечатал ещё два отрывка, касающиеся основания Петербурга и смерти императора. Он сопроводил их комментарием, где отметил, что отрывки представляют собой лишь наброски, программу неосуществлённого замысла.
Впоследствии Анненков напечатал в «Вестнике Европы» статью, в которой привёл ряд мест, изъятых в 1840 году из «Истории Петра I» цензурой и скопированных по его указанию (благодаря этому они сохранились до наших дней).
Как к материалу, не нашедшему своего издателя, интерес к рукописи был утрачен. «История Петра» вместе с книгами из библиотеки Пушкина хранилась в подвальных помещениях казарм Конно-Гвардейского полка, которым командовал П. Ланской, второй муж Натальи Николаевны. Впоследствии ящики с книгами и рукописью были перевезены в имение Ивановское Бронницкого уезда. Когда сын Пушкина, Александр, в 1866 году часть своих вещей перевёз в усадьбу при станции Лопасня. Перед вывозкой оттуда библиотеки в 1890 году (снова в Ивановское) книги стали проветривать и перепаковывать. По невнимательности ящик, в котором хранилась рукопись «Истории Петра I», был оставлен. Она была случайно обнаружена там же летом 1917 года Н. И. Гончаровой, племянницей Н. Н. Гончаровой-Пушкиной. Кроме рукописи «Истории Петра» в ящике хранились семейные документы Пушкиных. Выяснилось, что прислуга использовала бумаги из ящика для хозяйственных нужд. Находившийся тогда же в Лопасне Григорий Пушкин (внук поэта) узнал почерк деда. Из 31-й пушкинской тетради уцелело 22, а из шести томов цензурной копии — три.
Рукопись за 1703 год известна из публикации Анненкова (1855). Сохранились писарские копии записей за вторую половину 1709, 1717 и 1718 годов. Оставшаяся часть, охватывающая периоды с 1690—1694 по 1719—1721 годы не сохранилась. В 1950 году в Центральном Государственном историческом архиве был обнаружен цензурный реестр Сербиновича, позволяющий уточнить в настоящем издании следующие строки: «Достойна удивления разность между государственными учреждениями Петра Великого и временными его указами…». Кроме того, туда были включены 2 кратких замечания автора, существенные для понимания его исторической концепции. Окончательно повесть «История Петра I» была опубликована в том же году в «Вестнике Академии наук СССР».

## Влияние на культуру
«История Петра I» А. С. Пушкина вошла в литературу не только как произведение передовой эпохи, но и стала новым словом в развитии «художественной истории». П. А. Плётнев, друг поэта, заметил, что его труд представляет не только историческую, но и «художественную правду». По словам Белинского, Пушкин задумал передать «дела и образ» Петра I; подготовительный текст, несмотря на свою незавершённость, даёт возможность судить о его образе. Вместе с этим автор выразил своё художественное решение — раскрытие противоречия, ярко проявляющаяся в преобразованиях царя. Раскрывая диалектически это противоречие, Пушкин показывает характер Петра I социальным образом. Текст «Истории Петра I» имеет неодинаковую структуру. Местами, среди вспомогательных текстов, простой читатель может увидеть страницы превосходную авторскую прозу. Существует версия, что они предназначались для перенесения в окончательный текст произведения. Оценивая его преобразования, автор в своей незаконченной статье 1834 года писал о том, что император «дал слишком крутой оборот огромным колёсам государства». 19 октября 1836 года Пушкин писал П. Я. Чаадаеву, что несмотря на варварские меры Петра I по отношению к обществу, Россия значительно продвинулась в своём развитии (по причине того, что в его «Философском письме» отразилось непонимание исторического прошлого).

## «История Петра I» глазами современников
П. А. Вяземский, друг и современник Пушкина, характеризовал «Историю Петра I» так: «В Пушкине есть верное понимание истории... принадлежностями ума его были: ясность, проницательность и трезвость. Он не писал бы картин по мерке и объёму рам, заранее изготовленных, как то часто делают новейшие историки для удобного вложения в них событий и лиц, предстоящих изображению...». Замысел Пушкина был ясен. Он собрал, изучил и предварительно обработал огромный исторический материал. А. И. Тургенев, сожалея о том, что Пушкин не успел завершить свою работу, писал: «Он... знал и отыскал в известность многое, чего другие не заметили. Разговор его был полон... любопытных указаний на примечательные пункты и на характеристические черты нашей истории». Пушкин, говоря о трагедии «Борис Годунов», стремился «облечь в драматические формы одну из самых драматических эпох новейшей истории». В «Истории Петра I» отразились реализм его исторического мышления и новое реалистическое искусство, глубоко раскрывающее действительность.

## Исследования Павла Попова
П. С. Попов в своей статье пишет о том, что всего у Пушкина была 31 тетрадь по «Истории Петра I», часть из которых утрачена. Сопоставив его заметки с отрывками труда Голикова «Деяния Петра I», он сделал вывод о том, что Пушкин никаких материалов о деятельности Петра I не собирал и полностью следовал его примеру. Автор, цитируя письмо к М. А. Корфу от 14 октября 1836 года, подчёркивает, что Пушкин не был знаком с книгами о Петре I, и что он находился на подготовительной стадии работы. Попов считал, что он, используя труд Голикова, в своих выписках и конспектах писал собственные суждения о Петре I и его реформе. В 1822 году в «Исторических замечаниях» поэт признавал его деятельность и самодержавие прогрессивным, а в Михайловском в письмах к А. Бестужеву и Рылееву — новые взгляды, которые развивались в дальнейшем. После 14 декабря 1825 года оценка Пушкиным личности императора изменилась. С одной стороны, Пётр I был для него создателем великой «северной державы», а с другой — «разрушителем» и социальная сущность его реформы была неприемлемой. Историк М. П. Погодин, в отличие от Пушкина, считал Петра «человеческим богом», полностью принимал его, осуждая только то, что он «начал переделывать на иностранный манер». Там же Попов указывал на то, что Пушкин в своём труде относился к царевичу Алексею положительно, употребив эпитет «несчастный». А. Шебунин в своей статье это отрицает и приводит слова из текста Пушкина: «суеверные мамы и приставники ожесточили его противу отца…обучая его, они из текстов выводили „политические заключения“». Также он заметил ещё тот факт, что когда Пётр I узнал об этом и занялся его воспитанием, Алексей всё время притворялся. Ещё одним недостатком в статье Попова является то, что он игнорирует записи Пушкина о прекращении Петром I корчемства, тайного провоза и воровства в сольных промыслах и о заключении мирного договора со Швецией.

## «История Петра I» сегодня
Публикация «Истории Петра I» дала начало философско-политической дискуссии о позиции А. С. Пушкина по вопросу об исторических судьбах России. Она не совпадала ни со взглядами П. Я. Чаадаева, ни со взглядами славянофилов. Понять философско-исторические взгляды поэта на деятельность Петра I помогли различные источники, среди которых были: сборники писем, записок, воспоминания самого писателя и его современников, исследования А. И. Гессена, А. М. Гордина, Л. П. Гроссмана и других. Н. Я. Эйдельман в своих работах коснулся вопроса борьбы «моральной линии» и историзма во взглядах Пушкина. В книге А. И. Гессена «Последний год жизни Пушкина» представлены документы и воспоминания современников, помогающие выявить исторические и философские взгляды поэта в работе над «Историей Петра I». Некоторые пушкинисты, в частности Б. В. Томашевский и Н. Н. Скатов, подвергли анализу взгляды Пушкина на историю и государственное устройство. В работах литературоведа С. М. Петрова, философа Г. Н. Волкова, историков О. В. Волобуева и М. В. Нечкиной были заложены основы исследований о его взглядах, совмещающих исторический, философский, литературоведческий, художественно-эстетический, культурологический и лингвистический аспекты. В настоящее время доказано, что труд «История Петра I» является продуктом философско-идеологического размышления Пушкина о путях России, о «русской идее». Его взгляды на историю российской государственности интерпретируются как и литературные, так и философско-исторические и культурфилософские.
Профессор-филолог Аза Алибековна Тахо-Годи отмечала про "Историю Петра I": "Это произведение, надо сказать, великое, его недооценивают, считая лишь черновыми материалами. Изумительные психологические портреты и Карла XII, и Мазепы - и какой у обоих бесславный конец - и у предателя России, и у шведского короля, которым восторгалась Европа".

## Образ Петра I
В незаконченной статье 1834 года (историческая часть которой была тесно связана с его работой над «Историей Петра I») Пушкин писал, что и в предшествующее столетие цари и бояре согласны были связать Россию с Европой. После прихода Петра I к власти преобразования, совершённые им, признавались поэтом подготовленными предшествующим историческим развитием. Уже в самом начале своего произведения он отмечал препятствия, которые ставились России западноевропейскими государствами, стремившимися помешать её укреплению. После начала войны со Швецией решался вопрос о её государственном существовании. В подготовительном тексте Пушкин подчёркивал, что в ответ на мирные предложения Петра I (за полтора года до Полтавской битвы) шведские министры объявили намерение короля свергнуть Петра с престола, уничтожить регулярное русское войско и разделить Россию на малые княжества. В стихотворении «Пир Петра I», написанном в 1835 году, поэт сказал, что Полтавской победой он спас свою державу. В первом издании «Полтавы» автор заметил роль Полтавской битвы как успех и необходимость преобразования. В то же время в статье Пушкин писал о крутом и кровавом перевороте, совершённом его мощным самодержавием. Он называл это «революцией»; в своих исторических заметках, относящихся к началу 1830-х годов, автор писал, что Пётр I является Робеспьером и Наполеоном I, и таким образом делил его царствование на два периода. Оценивая в подготовительном тексте один из указов, изданных им в 1719 году, Пушкин характеризует это как благоразумный шаг. В то же время Пётр I, по его мнению, применял новые средства недостаточно последовательно, так как наряду с ними продолжал применять по-прежнему средства, отличавшиеся большой «примесью самовластия». В письме к Чаадаеву 19 октября 1836 года Пушкин подчеркнул, что до правления Екатерины II последующие правители продолжали дело Петра, вместо того чтобы упрочить государство. Там же он дал объяснение, против кого был направлен указ «Табель о рангах». Автор полагал, что благодаря этому и отмене патриаршества Пётр I уничтожил дворянство (наследственную земельную аристократию) и духовенство. Сравнивая этот переворот с французской буржуазной революцией 1789 — 1793 гг., Пушкин считал, что дворянство является противовесом неограниченной власти самодержавия.  Изучая эпоху Петра I и восстание Пугачёва, Пушкин пришёл к социалистическому пониманию исторического процесса. Кроме того, он много внимания уделил крестьянству (тема «Пётр и народ»). Пытаясь понять, кем на самом деле был Пётр I, Пушкин в своём черновике от 1822 года назвал его и «деспотом», и «великим человеком». Затем уже в процессе работы он отметил, что Пётр I являлся «сильным человеком», «исполином». Оценивая отношение Пушкина к этому явлению, современная наука гласит, что оно является классовой, эксплуататорской сущностью помещичьего «петровского» государства. Ф. Энгельс в своих трудах называл императора великим человеком, подчёркивая его заслуги во внешней политике. К. Маркс в работе «Секретная дипломатия XVIII века» отметил, что Россия после возвращения Прибалтики овладела тем, что было необходимо для её дальнейшего развития. В то же время Энгельс подчёркивал, что в правление Петра I продолжало развиваться крепостное право (помещики получали право притеснять к себе крестьян, и это вызывало у населения недовольство).